# Kostelec u Jihlavy
Kostelec u Jihlavy csehországi vasútállomás, Kostelec városban, a központtól nyugatra.

## Szomszédos állomások
A vasútállomáshoz az alábbi állomások vannak a legközelebb:
- Dolní Cerekev (Veselí nad Lužnicí, Havlíčkův Brod–Veselí nad Lužnicí-vasútvonal)
- Kostelec u Jihlavy masna (Slavonice, Kostelec u Jihlavy–Slavonice-vasútvonal)
- Dvorce (Havlíčkův Brod, Havlíčkův Brod–Veselí nad Lužnicí-vasútvonal)

## Galéria

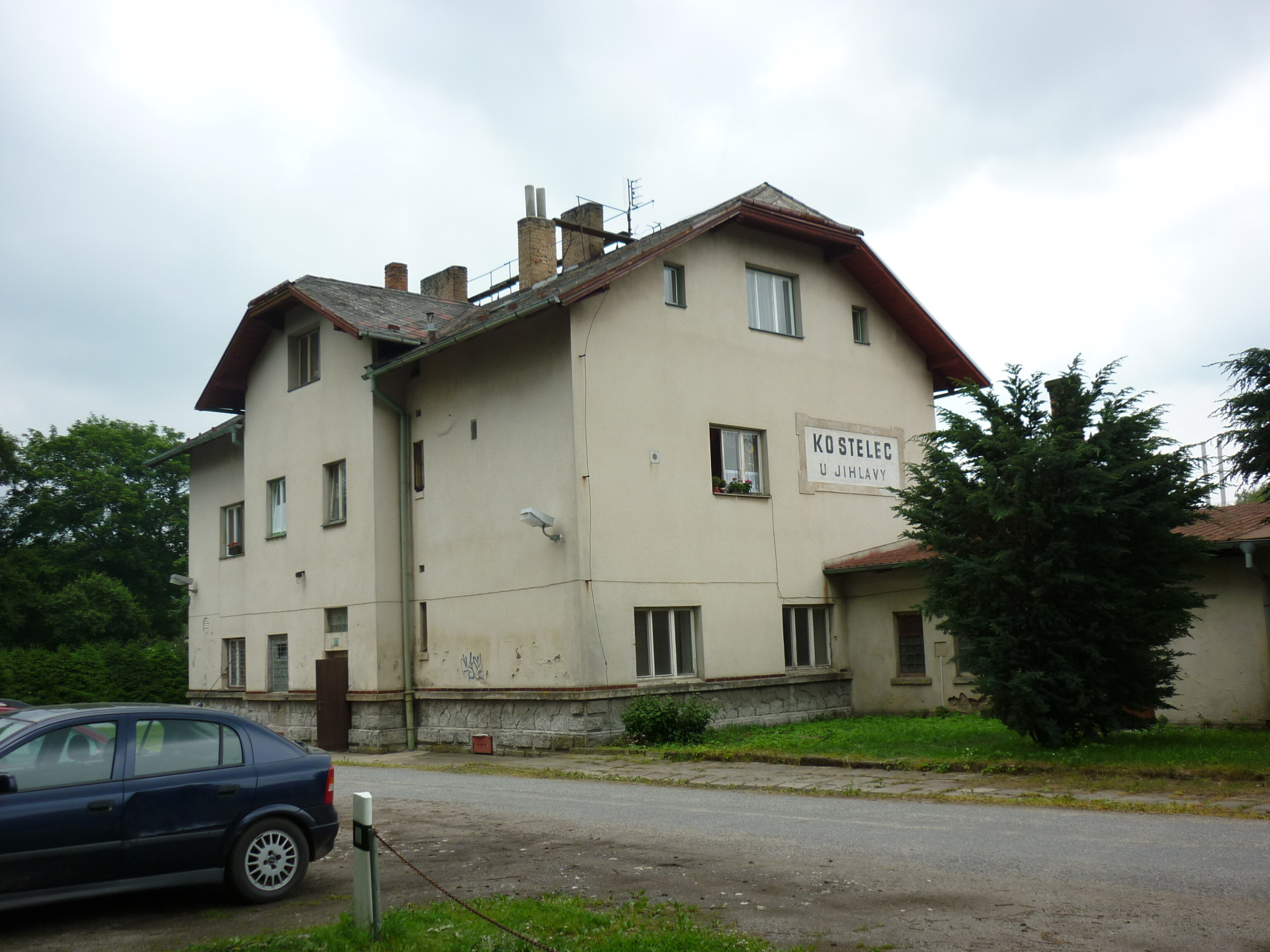
Az állomás kívülről
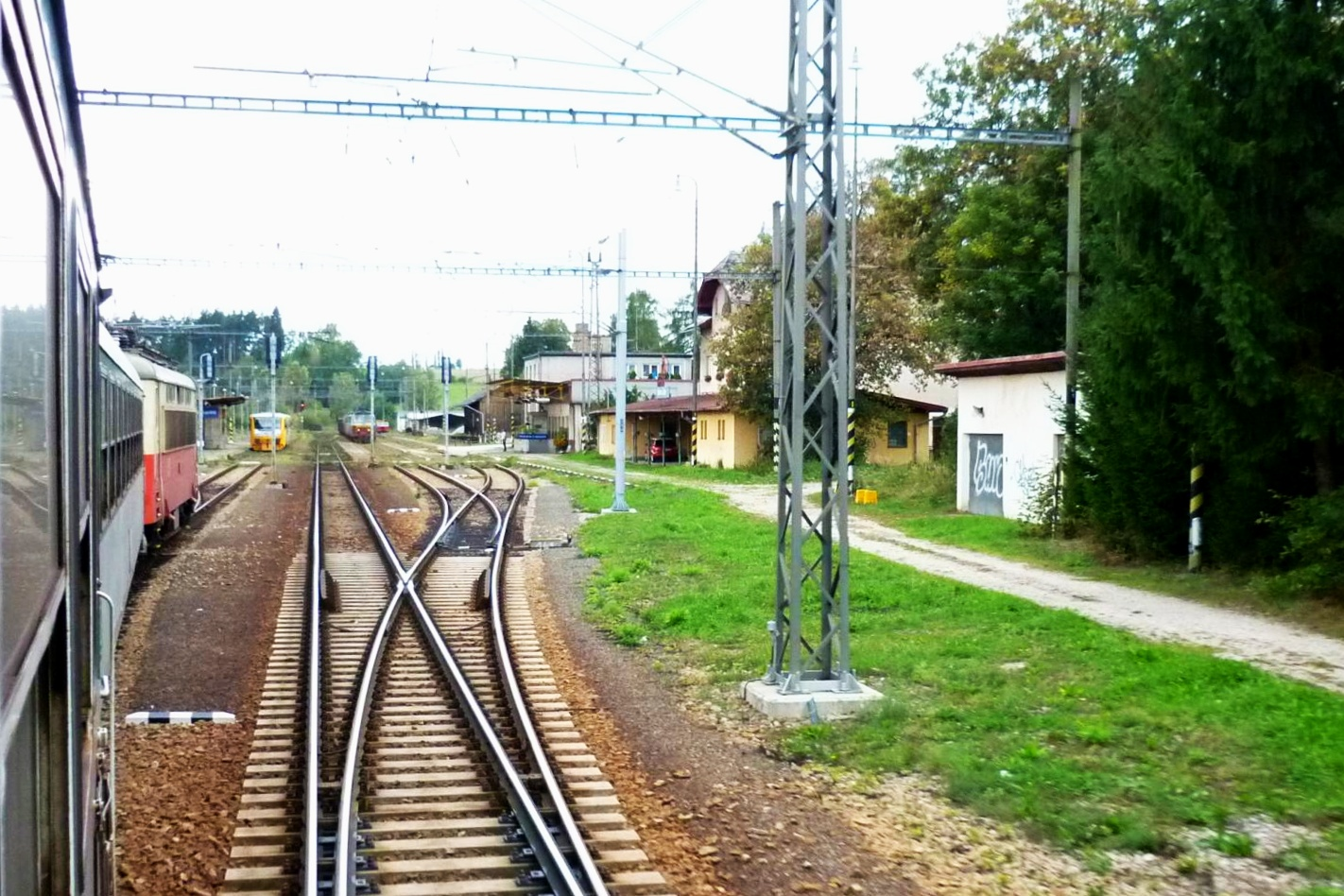
Az állomás egy vonatból
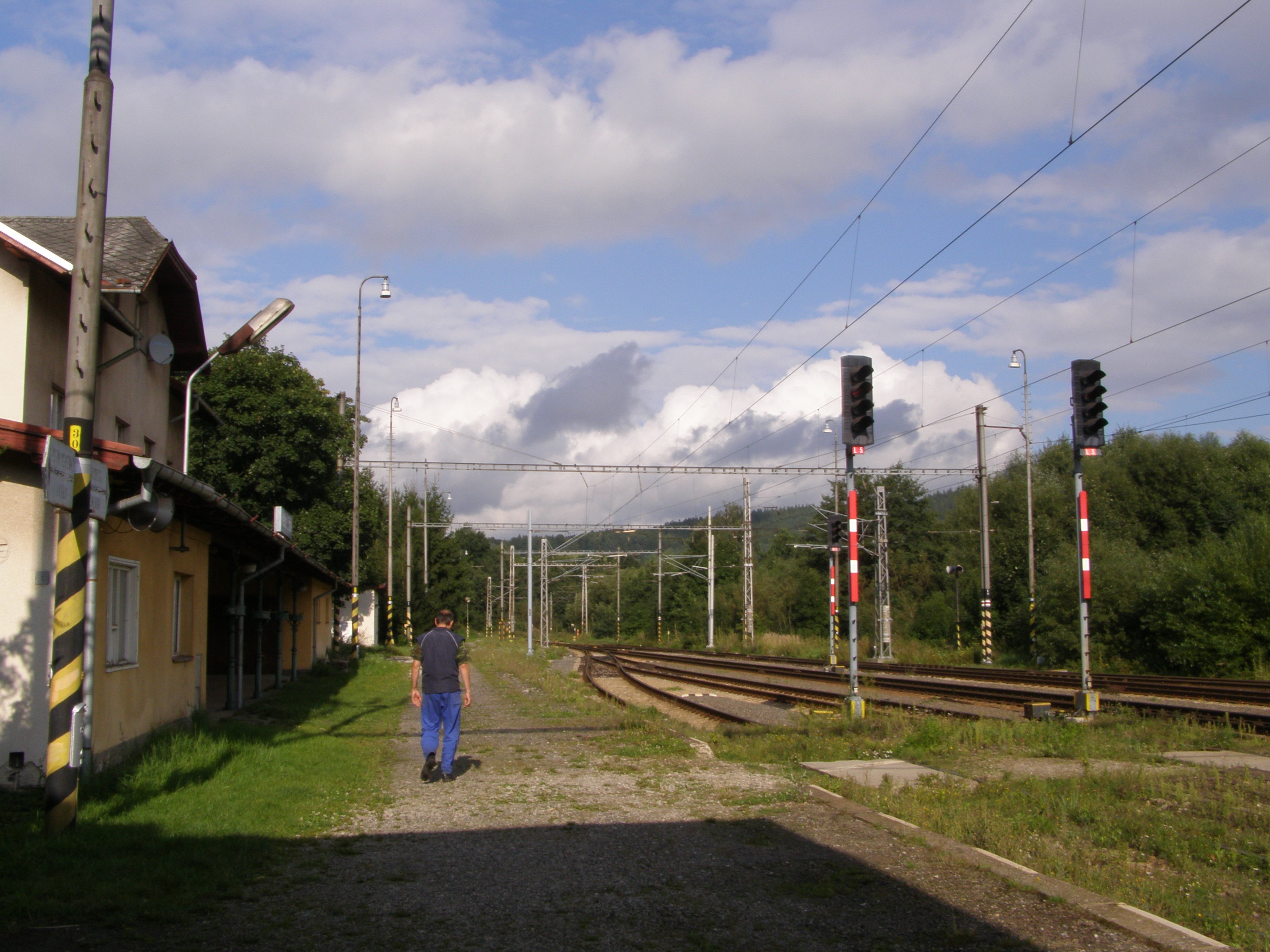
A vágányok
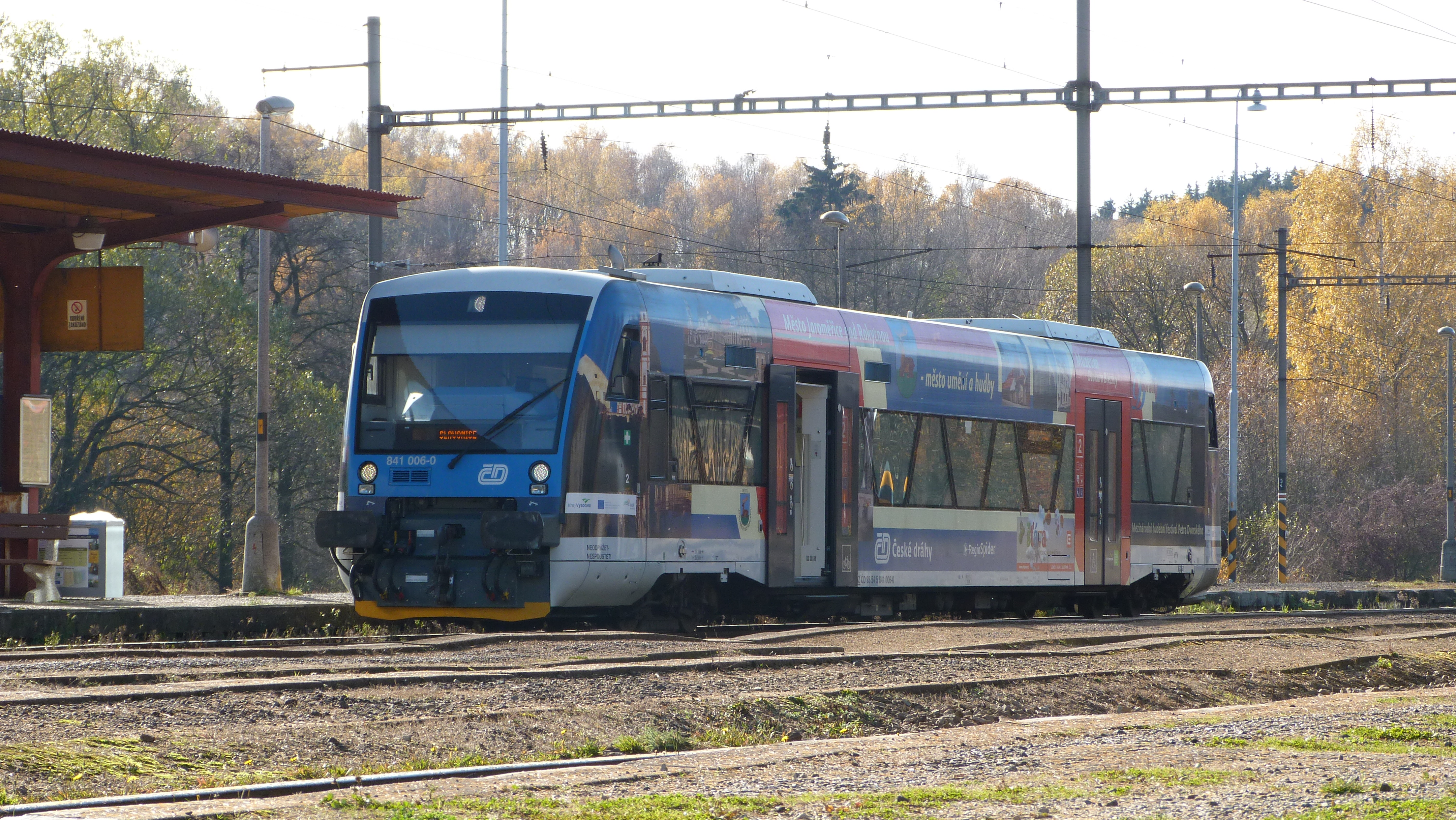
Vonat az állomáson